# Castell de la Garriga
Castell de la Garriga és una edificació del municipi de Roses (Alt Empordà) declarada bé cultural d'interès nacional.

## Descripció
Situat a l'oest del nucli urbà de la població, al paratge de la Garriga. S'hi accedeix a través d'una pista de terra que s'agafa des de la carretera de Roses a l'Estació de Vilajuïga, passant pel davant de les instal·lacions d'un parc aquàtic.
Es tracta de les restes del castell medieval de la Garriga, localitzades damunt d'un petit turó, a uns 250 metres de la carretera de Roses a Cadaqués. Les restes es concentren a la part més alta del turó. Són grans fragments escampats de mur, probablement dinamitats, bastits amb pedra i morter de calç, que havien format part de la fortificació. En general, l'aparell d'aquests fragments no sembla anterior al segle xvi. Tanmateix, alguns punts on les pedres són més petites i més ben afilerades podrien ser restes de l'obra més antiga. A la part oest del turó es localitzen uns murs força arrasats, els quals conformen un espai de planta rectangular, que també formarien part de l'antic castell.
Al vessant sud del turó es localitzen les restes d'un conjunt de murs força diferents als atribuïts a la fortificació. Aquests es troben bastits amb pedra i material constructiu lligat amb morter de calç, i amb unes mesures força inferiors a la dels grans blocs localitzats a la part superior del turó. Es corresponen amb les restes d'una masia d'època moderna.

## Història
El Castell de la Garriga fou construït o reconstruït al segle xiv per Francesca de Vilamarí, vídua de Berenguer de Fortià, gràcies a la protecció de la seva filla, la reina Sibil·la de Fortià, quarta esposa de Pere el Cerimoniós. N'és una prova l'ordre donada pel rei el 21 de juny de 1383, manant que es facilités la millor fusta a la mare de la reina per utilitzar-la en l'erecció del castell de la Garriga de Roses. El rei concedí, posteriorment, a Francesca, drets sobre els habitants del lloc i castell de la Garriga i el seu terme.
Després de la mort del rei, el comte Joan I d'Empúries, com a represàlia contra els familiars de Sibil·la, s'afanyà a emparar-se del castell de la Garriga amb les seves pertinences. Malgrat que el rei Joan ordenés que fos restituït a Francesca de Vilamarí, sembla que el comte el tingué un llarg temps en el seu poder. Després de la incorporació del comtat d'Empúries a la corona, ordenada per Martí l'Humà l'any 1409, aquest rei indemnitzà a Bernat de Fortià, hereu de Francesca, per la temporada que el castell estigué en mans del comte.
Tot fa suposar que el castell de la Garriga de Roses donà nom a l'important llinatge dels Sagarriga, emparentats amb els Fortià i els Vilamarí. D'aquest llinatge eixiren personatges de gran importància al país, sobretot al segle xv, com l'arquebisbe de Tarragona, Pere de Sagarriga.